# Khemisti (Tissemsilt)
Pour les articles homonymes, voir Khemisti et Bourbaki.
 (avril 2011).
Si vous disposez d'ouvrages ou d'articles de référence ou si vous connaissez des sites web de qualité traitant du thème abordé ici, merci de compléter l'article en donnant les références utiles à sa vérifiabilité et en les liant à la section « Notes et références ».
Khemisti (Aghoud, Toukria puis Bourbaki lors de la colonisation) est une commune de la wilaya de Tissemsilt, en Algérie. Cette commune porte actuellement le nom de Khemisti ( Mohamed) du nom du premier ministre des affaires étrangères de l'Algérie indépendante. Pour lui rendre hommage, une place devant la mairie lui a été dédiée en 2016.

## Géographie
À 925 m d'altitude et d'un climat méditerranéen avec été chaud, Khemisti est située dans le Sersou, à 17 km au nord du chef-lieu de la wilaya Tissemsilt à la lisière méridionale des monts de l'Ouarsenis. Une couverture végétale dense parfois borde l'ouest de la ville. Une pluviométrie suffisante, de près de 400 millimètres voire plus d'octobre à mai, permet une agriculture sèche et divers produits céréaliers.

## Histoire

### Les origines
À l'origine il s'agit d'une cité  qui se nommerait Aghoud et fut occupée au IVe siècle av. J.-C. par les Phéniciens. D'abord intégrée au royaume de Numidie, elle passe sous le contrôle de la Maurétanie après la chute de Jugurtha en -105. L'ancien village colonial créé vers la fin du XIXe siècle sur le site d'un village nommé d'Aghoud qui signifie "la montagne de Taureau"
Elle était également une terre de passage des Romains. Bien qu'ils soient délaissés et oubliés, les vestiges de Colum Nata témoignent jusqu'à nos jours de l'importance de la région pour les Romains du IIIe siècle. Il existe encore des vestiges de cette civilisation : remparts, thermes ainsi qu'une pierre de grès sur laquelle figurait une dédicace à Mithra, le dieu du soleil, actuellement au musée des antiquités à Alger.
Le village portait le nom berbère de Toukria lors de la conquête française, il sera nommé Bourbaki avant 1892. La dénomination est officialisée par décret du 28 décembre 1915.
À l'indépendance de l'Algérie, la ville a été baptisée Khemisti.

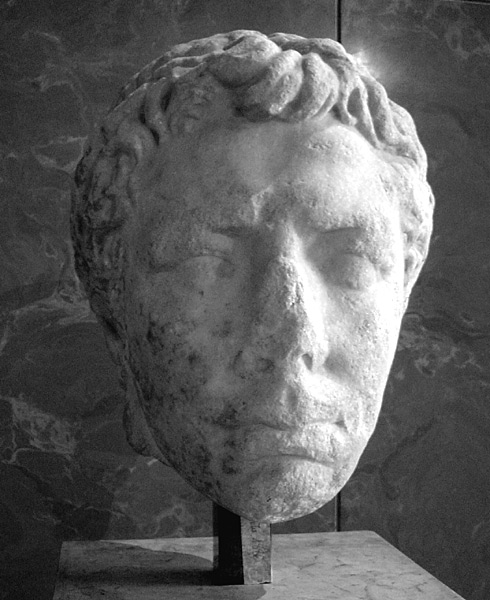
Buste de Juba II
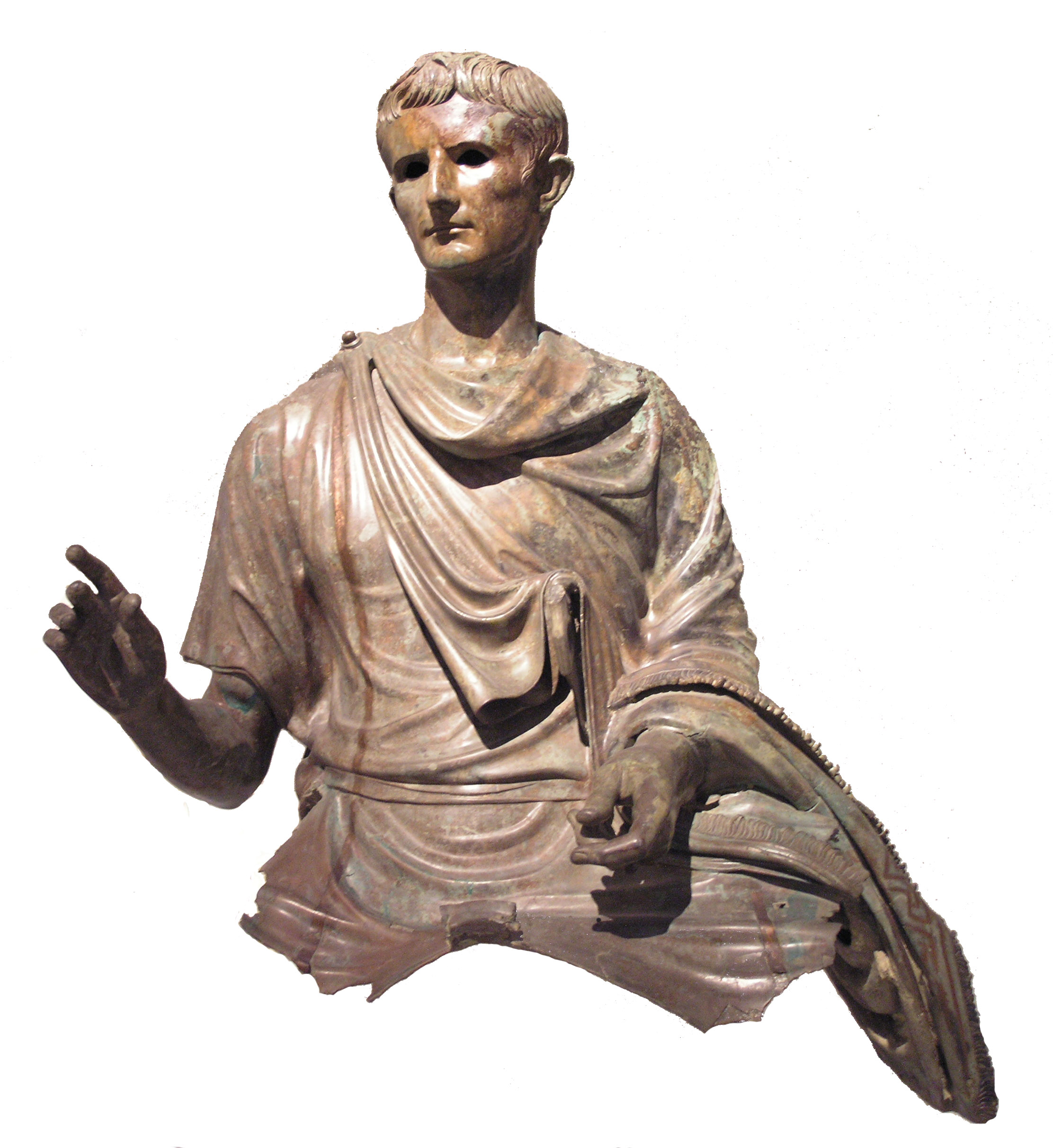
Statue équestre (fragmentaire) d'Octavien Auguste

### L'arrivée de l'islam
La région fut conquise entre 655 et 700 par des chefs militaires arabes, sous le contrôle de Abou El Mouhajir Dinar. Elle fut gouvernée par différents États : les Rostémides, les Idrissides, les Mérinides, les Almoravides, les Almohades et les Zianides.

### La période ottomane
Les Espagnols occupaient la région depuis 1500 mais en furent chassés par les Turcs en 1515. La région restera sous domination turque jusqu'à la colonisation française.

### La colonisation française
En 1894, la ville est nommée Bourbaki[pourquoi ?] et fait partie du département d'Alger. Elle est ensuite rattachée au département d'Orléansville (actuellement Chlef) puis, en 1958, au département de Tiaret.

## Administration
Au début des années 1980, la commune est rattachée à la wilaya de Tissemsilt et est érigée en daïra. Pour ce faire, elle reçoit les zones semi-montagneuses qui gardent l'axe entre les deux autres parties : les monts de l'Ouarsenis et El Medad et la partie de la région du Sersou, riche en sources d'eaux, fruits, céréales et légumes secs.

## Culture et sport
La ville de Khemlisti abrite chaque année le festival national du théâtre de l'enfant  Des activités culturelles et sportives animent le paysage de la ville.